# Vigsø Sogn
Vigsø Sogn er et sogn i Thisted Provsti (Aalborg Stift).
I 1800-tallet var Hansted Sogn og Vigsø Sogn annekser til Ræhr Sogn. Alle 3 sogne hørte til Hillerslev Herred i Thisted Amt. Ræhr-Hansted-Vigsø sognekommune skiftede i 1964 navn til Hanstholm Kommune og blev ved kommunalreformen i 1970 kernen i en storkommune med samme navn. Ved strukturreformen i 2007 indgik Hanstholm Kommune i Thisted Kommune.
I Vigsø Sogn ligger Vigsø Kirke.
I sognet findes følgende autoriserede stednavne:
- Bjerre (bebyggelse)
- Degnebakke (areal, bebyggelse)
- Grønbakke (areal)
- Hesseldal Bjerg (areal)
- Krog (bebyggelse)
- Kælderhule (areal)
- Skradekær (areal)
- Vigsø (bebyggelse, ejerlav)
- Vigsø Bugt (vandareal)